# Förenade arabemiraten i olympiska sommarspelen 2020
Förenade arabemiraten deltog med fem deltagare vid de olympiska sommarspelen 2020 i Tokyo, som på grund av Covid-19-pandemin hölls från den 23 juli till den 8 augusti 2021. Ingen av deltagarna vann någon medalj.